# ラーコーツィ・ジェルジ2世
ラーコーツィ・ジェルジ2世（II. Rákóczi György, 1621年1月30日 - 1660年7月7日）は、ハンガリー人のトランシルヴァニア公（在位：1648年 - 1657年、1658年、1659年 - 1660年）。トランシルヴァニア公ラーコーツィ・ジェルジ1世と、その妻ロラーントフィ・ジュジャナの息子。

## 生涯
ハンガリーのシャーロシュパタクに生れ、父の存命中の1642年2月19日にトランシルヴァニア公に選出され、1643年2月3日にバートリ家出身のバートリ・ジョーフィア（hu:Báthory Zsófia）と結婚した。ジョーフィアは結婚に際し、姑のジュジャンナによって無理やりローマ・カトリックから婚家が信仰するカルヴァン派に改宗させられた。ジョーフィアは1645年、後継ぎ息子のラーコーツィ・フェレンツ1世をもうけた。
1648年10月に父の後を継いで即位すると、まず父のポーランド遠征の野心を実現しようと考えた。ポーランドへの侵攻を見据え、ジェルジ2世はウクライナ・コサックのヘーチマン・ボフダン・フメリニツキー、モルダヴィア公ヴァシーレ・ルプ、ワラキア公マテイ・バサラブと同盟を結んだが、1656年の下半期にラドノト条約が成立するまで軍事行動に出ることはなかった。1657年の年明けになって、スウェーデン王カール10世グスタフの同盟者という形で4万の兵を率いてポーランドに攻め入り、ポーランド王ヤン2世カジミェシュと対峙した。近隣諸国がから一斉に攻め込まれたポーランド・リトアニア共和国は、「大洪水」と呼ばれる大混乱状態に陥った。
ジェルジ2世はクラクフを占領し、スウェーデン軍と共にワルシャワに入城したが、まもなく形勢不利に陥った同盟者達はポーランドからの撤退を始めた。7月、ジェルジ2世の軍勢はチャルヌィ・オストルフの戦いでポーランド軍に敗北、ポーランドからは捕虜とせずにそのままトランシルヴァニアに帰されるといった最大の屈辱を味わった。そして11月3日、オスマン帝国の命令を受けたトランシルヴァニア議会から不面目な戦争を行った責任を取らされ廃位され、フェレンツ・レーディが即位した。しかし翌1658年には、メジェスで開かれた議会でジェルジの復位が宣言され公位に復帰した。
直後にオスマン帝国大宰相の命令で再び廃位された後、1659年に何事もなかったように3度目の復帰を果たしたが、オスマン帝国がトランシルヴァニアに攻め入り、1660年5月に起きたジャルの戦いで負傷したジェルジ2世は7月7日にナジヴァーラドで死去した。オスマン帝国はバルチャイ・アーコシュをトランシルヴァニア公に即位させたが、反対派はケメーニ・ヤーノシュを擁立して対抗、オーストリアに援助を求めたため公位継承の混乱が起こった。
 この記事にはアメリカ合衆国内で著作権が消滅した次の百科事典本文を含む: Chisholm, Hugh, ed. (1911). "Rákóczy". Encyclopædia Britannica (英語) (11th ed.). Cambridge University Press.
| 爵位・家督                     | 爵位・家督                           | 爵位・家督                  |
| ------------------------------ | ------------------------------------ | --------------------------- |
| 先代 ラーコーツィ・ジェルジ1世 | トランシルヴァニア公 1648年 - 1660年 | 次代 バルチャイ・アーコシュ |